# Estación Islas
Islas es una estación ferroviaria, ubicada en la localidad de Islas, partido de Veinticinco de Mayo, Provincia de Buenos Aires, Argentina.
Pertenece al Ferrocarril General Roca de la Red ferroviaria argentina, en el ramal que une la estación Empalme Lobos y Carhué.

## Servicios
Sus vías son propias de la empresa provincial Ferrobaires, sin embargo desde diciembre de 2012 no opera servicios de pasajeros.